# West Japan Railway Company

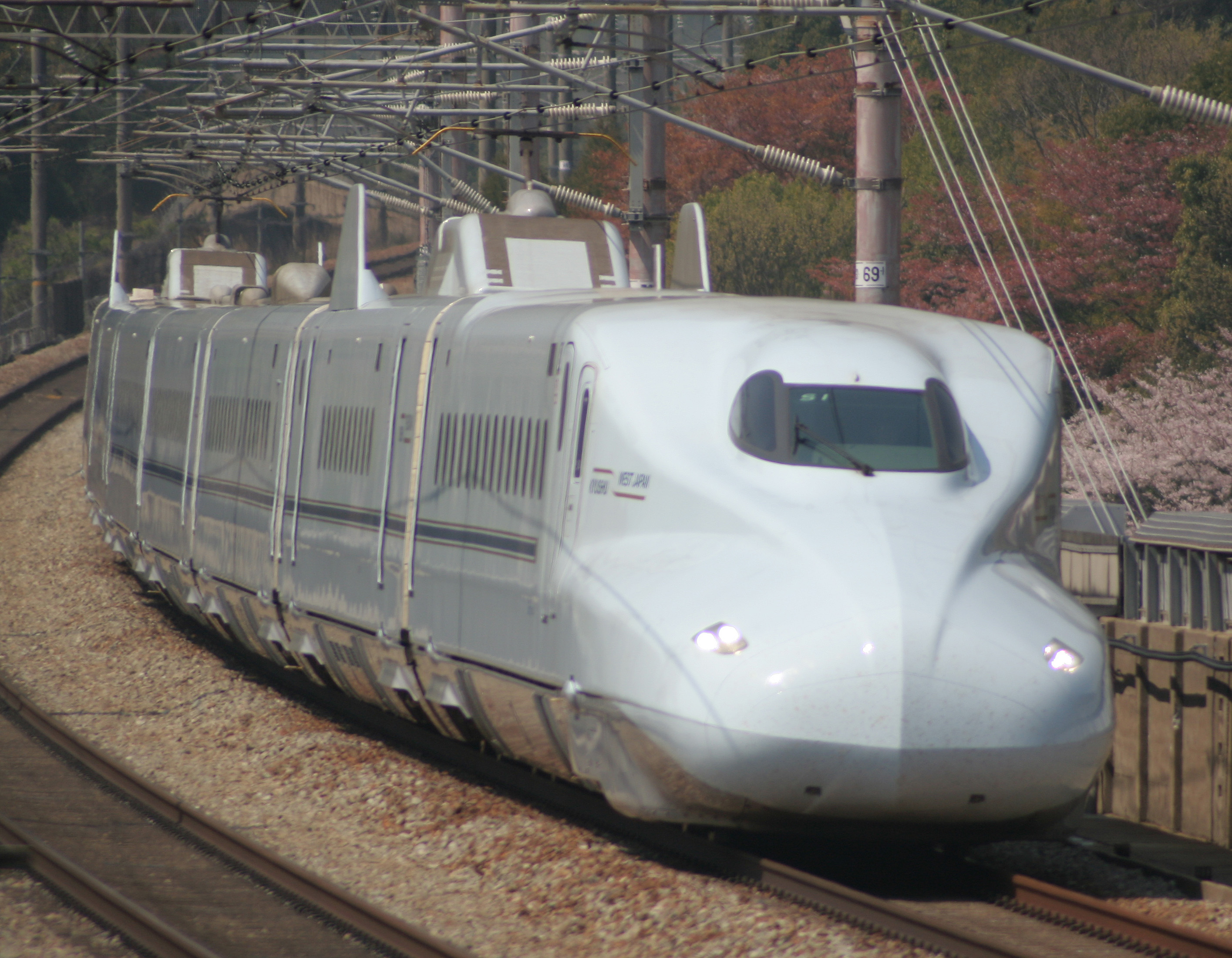
Shinkansen della serie N700

West Japan Railway Company (西日本旅客鉄道株式会社?, Nishi-Nihon Ryokaku Tetsudō Kabushiki-gaisha) è una compagnia ferroviaria giapponese facente parte del Japan Railways Group, e gestisce tutte le linee JR della parte occidentale dell'isola di Honshū.

## Storia
JR West è stata registrata come società per azioni (Kabushiki Kaisha) il 1º aprile 1987, dopo la separazione in 7 gruppi delle Ferrovie Nazionali Giapponesi a causa di problemi di ordine economico. Inizialmente la società era posseduta dalla JNR Settlement Corporation (JNRSC), una speciale compagnia creata per tenere gli asset dell'ex gruppo JNR.
Nel 1991 la JR West ha acquistato le linee ad alta velocità Sanyō Shinkansen dalla  Shinkansen Holding Corporation a un costo di 974,1 miliardi yen (circa 7,2 miliardi di dollari).
La JNRSC ha in seguito venduto il 68,3% di JR West tramite offerta pubblica iniziale alla borsa di Tokyo nel 1996. Dopo la dissoluzione della JNRSC nell'ottobre 1998, la quota rimasta a quest'ultima è passata alla società pubblica Japan Railway Construction Public Corporation (JRCC), che si è in seguito unita con l'Agenzia della costruzione ferroviaria, del trasporto e della tecnologia (JRTT) a seguito del pacchetto di riforme burocratiche dell'ottobre 2003. JRTT ha offerto tutte le sue quote della JR West al pubblico in un'IPO internazionale nel 2004, chiudendo quindi il sipario sul possesso governativo della JR West. Oggi JR West è registrata nelle borse di Tokyo, Nagoya, Osaka e Fukuoka.
JR West continua tuttora a essere appesantita dai debiti accumulati fino al 1987 dalla JNR, tuttavia attraverso diverse forme di rifinanziamento è riuscita nel corso degli ultimi 10 anni ad alleggerire i tassi di interesse per il pagamento del debito.

## Linee
In totale la JR West controlla 1222 stazioni su una rete di 5.012,7 km di binari, di cui 2.253,2 a doppio binario e 3.385,7 km elettrificati. La rete ad alta velocità Shinkansen è di 644,0 km. I tunnel nel territorio montagnoso attraversato in totale ammontano a 677 km di lunghezza.

### Shinkansen
Sanyō Shinkansen (山陽新幹線) (Shin-Ōsaka - Hakata)
La linea del Sanyō Shinkansen pesa per circa il 40% sui guadagni della JR West.

### Linee regionali del Kansai

#### Area del Keihanshin
Rappresenta l'insieme delle linee che gravitano sui tre centri maggiori del Kansai, Ōsaka, Kyōto e Kōbe, nonché la città di Nara, generalmente considerata parte della grande conurbazione di Osaka.
■ Linea Akō (赤穂線) (Aioi - Higashi-Okayama)
■ Linea Biwako (琵琶湖線) (Nagahama - Kyōto)
■ Linea Katamachi (片町線) (Kizu - Kyōbashi)
■ Linea Hanwa (阪和線) (Tennōji - Wakayama)
■ Linea Kansai Aeroporto (関西空港線) (Hineno - Aeroporto del Kansai)
■ Linea JR Kōbe (JR神戸線) (Ōsaka - Himeji)
■ Linea Kosei (湖西線) (Yamashina - Ōmi-Shiotsu)
■ Linea JR Kyōto (JR京都線) (Ōsaka - Kyōto)
■ Linea Nara (奈良線) (Kyōto - Nara)
■ Linea Circolare di Ōsaka (大阪環状線) (Ōsaka - Ōsaka)
■ Linea Ōsaka Higashi (JR京都線) (Ōsaka - Kyōto)
■ Linea Sagano (嵯峨野線) (Kyōto - Sonobe)
■ Linea Sakurai (桜井線) (Nara - Takada)
■ Linea Sakurajima (桜島線) (Nishikujō - Sakurajima)
■ Linea JR Takarazuka (JR宝塚線) (Ōsaka - Sasayamaguchi)
■ Linea JR Tōzai (JR東西線) (Kyōbashi - Amagasaki)
■ Linea Yamatoji (大和路線) (Kamo - Nanba)
■ Linea Wakayama (和歌山線) (Ōji - Wakayama)

#### Linee intercity
Diverse linee che coprono oltre la metà dell'estensione delle reti JR West. Sono principalmente utilizzate per spostamenti di lavoro o per il tempo libero, e collegano diverse città con aree di campagna nel Giappone occidentale. I proventi di queste linee corrispondono al 20% dei guadagni di JR West.
■ Linea Fukuchiyama (福知山線) (Ōsaka - Fukuchiyama)
■ Linea Hakubi (伯備線) (Kurashiki - Hōki-Daisen)
■ Linea principale Hokuriku (北陸本線) (Maibara - Naoetsu)
■ Linea Honshi-Bisan (本四備讃線) (Chayamachi - Utazu)
■ Linea principale Kansai (関西本線) (Nagoya - Nanba)
■ Linea principale Kisei (紀勢本線) (Shingū - Wakayamashi)
■ Linea principale San'in (山陰本線) (Sonobe - Shimonoseki)
■ Linea principale San'yō (山陽本線) (Himeji - Moji)
■ Linea principale Takayama (高山本線) (Gifu - Toyama)
■ Linea principale Tōkaidō (東海道本線) (Tōkyō - Kōbe)

#### Altre linee regionali del San'yō
■ Linea Bantan (播但線) (Himeji - Wadayama)
■ Linea Etsumi-Hoku (越美北線) (Fukui - Kuzuryūko)
■ Linea Fukuen (福塩線) (Fukuyama - Mirasaka)
■ Linea Gantoku (岩徳線) (Iwakuni - Tokuyama)
■ Linea Geibi (芸備線) (Niimi - Hiroshima)
■ Linea Himi (氷見線) (Takaoka - Himi)
■ Linea Inbi (因美線) (Tottori - Tsuyama)
■ Linea Jōhana (城端線) (Takaoka - Jōhana)
■ Linea Kabe (可部線) (Hiroshima - Kabe)
■ Linea Kakogawa (加古川線) (Kakogawa - Tanikawa)
■ Linea Kibi (吉備線) (Okayama - Sōja)
■ Linea Kishin (姫新線) (Himeji - Niimi)
■ Linea Kisuki (木次線) (Shinji - Bingo Ochiai)
■ Linea Kure (呉線) (Mihara - Kaitaichi)
■ Linea Kusatsu (草津線) (Tsuge - Kusatsu)
■ Linea Maizuru (舞鶴線) (Ayabe - Higashi-Maizuru)
■ Linea Mine (美祢線) (Asa - Nagatoshi)
■ Linea Nanao (七尾線) (Tsubata - Wakura Onsen)
■ Linea Obama (小浜線) (Tsuruga - Higashi-Maizuru)
■ Linea Ōito (大糸線) (Minami-Otari - Itoigawa)
■ Linea Onoda (小野田線) (Inō - Onoda)
■ Linea Sakai (境線) (Yonago - Sakai Minato)
■ Linea Sankō (三江線) (Gōtsu - Miyoshi)
■ Linea Tsuyama (津山線) (Okayama - Tsuyama)
■ Linea Ube (宇部線) (Shin-Yamaguchi - Ube)
■ Linea Uno (宇野線) (Okayama - Uno)
■ Linea Yamaguchi (山口線) (Shin-Yamaguchi - Masuda)